# Joanes Bakaikoa
Joanes Bakaikoa Satrustegi, llamado Bakaikoa, nacido en Etxarri Aranatz (Navarra). Nacido el 27 de marzo de 1997, es un pelotari español de pelota vasca en la modalidad de mano. 

## Palmarés
- Campeón del Manomanista de promoción, 2018
- Campeón del Cuatro y Medio de promoción, 2018

## Finales del Manomanista de 2ª categoría
| Año  | Campeón    | Subcampeón | Tanteo | Frontón |
| ---- | ---------- | ---------- | ------ | ------- |
| 2017 | Arteaga II | Bakaikoa   | 22-18  | Labrit  |
| 2018 | Bakaikoa   | Erasun     | 22-17  | Labrit  |

## Final del Cuatro y Medio de 2.ª categoría
| Año  | Campeón  | Subcampeón      | Tanteo | Frontón |
| ---- | -------- | --------------- | ------ | ------- |
| 2018 | Bakaikoa | Peña II         | 22-16  | Labrit  |
| 2021 | Bakaikoa | Zubizarreta III | 22-10  | Burunda |